# OverBlood
OverBlood (オーバーブラッド ŌbāBuraddo?) es un videojuego de ciencia ficción desarrollado por Riverhillsoft y publicado por Electronic Arts para la PlayStation en 1997. Es considerado el primer juego de survival horror en hacer uso de un entorno virtual completamente tridimensional. El juego fue lanzado en la tienda japonesa de PlayStation Network el 23 de febrero de 2011.

## Jugabilidad
Parte juego de aventura y parte survival horror, OverBlood incorpora elementos de juegos arcade, de lucha y de rompecabezas. El jugador puede alternar la cámara entre una vista en primera persona y en tercera persona, ambas necesarias para resolver los distintos acertijos del juego. 

## Sinopsis

### Trama
OverBlood tiene lugar en el centro de investigación secreto de los Laboratorios Lystra, donde un equipo de científicos ha estado llevando a cabo controvertidos experimentos genéticos. El juego comienza cuando un fallo del sistema libera al personaje del jugador, Raz Karcy (Lars en las versiones europeas), de un contenedor criogénico. Frío y confundido, despierta sin memoria. Sus preocupaciones sobre su identidad pronto son reemplazadas por una necesidad urgente de escapar, al descubrir el fatídico plan de los científicos y el papel que él desempeña en él.

### Personajes
El juego presenta tres personajes jugables. La mayor parte del juego se juega como Raz Karcy, el protagonista. Otros personajes jugables incluyen a Milly Azray, una mujer que entabla amistad con Raz, y Pipo, un pequeño y muy útil robot. 

## Recepción y legado
Las reseñas de OverBlood fueron mixtas; los críticos generalmente comentaron que tiene suficientes elementos interesantes para hacerlo respetable, pero que en última instancia no vale la pena comprarlo. La crítica más frecuente fue que el juego tiene un ritmo demasiado lento y carece de tensión, con demasiado tiempo dedicado a deambular por pasillos y abrir puertas, relativamente poco tiempo para resolver acertijos, y muy poca acción.  Para agravar este problema, muchos críticos consideraron que las secuencias de acción eran demasiado simples. Joe Fielder explicó en GameSpot que "consisten en moverse en el momento justo y se basan más en el tiempo que en la habilidad". 
La necesidad de alternar entre tres personajes jugables diferentes para resolver ciertos acertijos fue citada con frecuencia como uno de los aspectos más interesantes de OverBlood.  Algunos también elogiaron la historia. El juego fue reseñado por la revista GameFan, donde se descartaron las similitudes previamente rumoreadas con Resident Evil y, en cambio, se establecieron fuertes comparaciones con Doctor Hauzer, del cual OverBlood (creado por el mismo equipo de desarrollo) es considerado un sucesor espiritual.  El juego fue criticado por la apariencia de los personajes, sus movimientos poco realistas y la trama en general, además de recibir bajas calificaciones por sus mecánicas de juego y controles. IGN declaró: "OverBlood intenta recrear la atmósfera y el horror de Resident Evil, pero nunca lo logra por completo." Crispin Boyer, de Electronic Gaming Monthly, hizo la misma comparación desfavorable con Resident Evil, pero concluyó de forma más positiva: "Está bien, porque Overblood sigue siendo una aventura apasionante... que ofrece una buena mezcla de acertijos y exploración". Next Generation, por el contrario, afirmó que "A pesar de los excelentes gráficos, el juego simplemente no logra mantener el interés del jugador. OverBlood podría haber necesitado un poco más de acción y mucho menos de deambular sin rumbo."
La revista alemana Maniac le dio una puntuación de 68 sobre 100.
En 1998, se lanzó una secuela directa titulada Overblood 2.